# Mazedonische Handball Super Liga
Die Mazedonische Handball Super Liga (mazedonisch Македонска Ракометна Супер Лига) ist die höchste Spielklasse im nordmazedonischen Männer-Handball. Sie wird seit der Saison 1992/93 vom Mazedonischen Handballverband ausgerichtet.

## Modus
An der Hauptrunde nehmen aktuell 16 Mannschaften in zwei Gruppen teil. Sie spielen in Hin- und Rückrunde im Modus jeder-gegen-jeden die Platzierungen aus. Für einen Sieg gibt es drei Punkte und für ein Unentschieden einen Punkt. Die letzten vier jeder Gruppe spielen anschließend die Absteiger aus. Die ersten vier Teams jeder Gruppe qualifizieren sich für die Meisterrunde. Diese acht Vereine spielen erneut in Hin- und Rückrunde jeder-gegen-jeden den Nordmazedonischen Meister aus.
Der Meister darf in der folgenden Saison an der EHF Champions League, der Vize-Meister und der Drittplatzierte an der EHF European League teilnehmen.

## Teilnehmer 2022/23
Gruppe A:
- RK Vardar Skopje
- RK Kumanovo
- RK Ohrid
- RK Prilep
- RK Struga
- RK Butel Skopje
- RK Vardar Negotino
- RK Alkaloid

Gruppe B:
- RK Eurofarm Pelister
- RK Eurofarm Pelister 2
- RK Tikvesh
- RK Tineks Prolet
- RK Radoviš
- RK Golden Art
- RK Junior KV
- RK Skopje 2020

## Meisterschaften
- 1993: RK Pelister Bitola
- 1994: RK Pelister Bitola
- 1995: RK Borec Veles
- 1996: RK Pelister Bitola
- 1997: RK Prespa Resen
- 1998: RK Pelister Bitola
- 1999: RK Vardar Skopje
- 2000: RK Pelister Bitola
- 2001: RK Vardar Skopje
- 2002: RK Vardar Skopje
- 2003: RK Vardar Skopje
- 2004: RK Vardar Skopje
- 2005: RK Pelister Bitola
- 2006: RK Metalurg Skopje
- 2007: RK Vardar Skopje
- 2008: RK Metalurg Skopje
- 2009: RK Vardar Skopje
- 2010: RK Metalurg Skopje
- 2011: RK Metalurg Skopje
- 2012: RK Metalurg Skopje
- 2013: RK Vardar Skopje
- 2014: RK Metalurg Skopje
- 2015: RK Vardar Skopje
- 2016: RK Vardar Skopje
- 2017: RK Vardar Skopje
- 2018: RK Vardar Skopje
- 2019: RK Vardar Skopje
- 2020: Ausgefallen wegen der COVID-19-Pandemie
- 2021: RK Vardar Skopje
- 2022: RK Vardar Skopje
- 2023: RK Eurofarm Pelister
- 2024: RK Eurofarm Pelister
- 2025: RK Eurofarm Pelister

## Titelträger
| Anzahl | Verein               | Jahr                                                                                     |
| ------ | -------------------- | ---------------------------------------------------------------------------------------- |
| 15     | RK Vardar Skopje     | 1999, 2001, 2002, 2003, 2004, 2007, 2009, 2013, 2015, 2016, 2017, 2018, 2019, 2021, 2022 |
| 6      | RK Pelister Bitola   | 1993, 1994, 1996, 1998, 2000, 2005                                                       |
| 6      | RK Metalurg Skopje   | 2006, 2008, 2010, 2011, 2012, 2014                                                       |
| 3      | RK Eurofarm Pelister | 2023, 2024, 2025                                                                         |
| 1      | RK Borec Veles       | 1995                                                                                     |
| 1      | RK Prespa Resen      | 1997                                                                                     |